# Blue Jeans (Lana Del Rey)
Blue Jeans è un brano musicale di Lana Del Rey, estratto come terzo singolo dal suo secondo album, Born to Die, anche se era stato precedentemente pubblicato come doppia lato A insieme al primo singolo, Video Games.
Un pezzo del brano ha accompagnato lo spot pubblicitario delle gioiellerie Stroili con protagonista d'immagine Ilary Blasi.

## Promozione
Il 14 gennaio 2012 Del Rey sì è esibita al noto varietà statunitense Saturday Night Live, cantando Video Games e Blue Jeans; l'esibizione di entrambe le canzoni è risultata scarsa, tanto che Del Rey sì è scusata con i suoi fan. Il 13 aprile 2012 si è esibita per la prima volta in una trasmissione televisiva italiana, Le invasioni barbariche, riproponendo il medesimo brano.

## Video musicale
Per promuovere il brano sono stati pubblicati due video musicali: il primo, pubblicato sul suo canale ufficiale di YouTube il 9 settembre 2011, è stato realizzato dalla stessa Del Rey montando frammenti di filmati alla stessa maniera del video di Video Games.
Il secondo, diretto da Yoann Lemoine (conosciuto per le sue produzioni musicali come Woodkid) viene pubblicato, sempre su YouTube, come "video ufficiale" il 19 marzo 2012.

## Tracce
1. Blue Jeans – 3:30 (Lana Del Rey, Dan Heath, Emile Haynie)

## Classifiche

### Classifiche settimanali
| Classifica (2011-14) | Posizione massima |
| -------------------- | ----------------- |
| Belgio (Fiandre)     | 56                |
| Belgio (Vallonia)    | 54                |
| Danimarca            | 35                |
| Francia              | 16                |
| Italia               | 49                |
| Israele              | 10                |
| Regno Unito          | 32                |
| Svizzera             | 39                |

### Classifiche di fine anno
| Classifica (2012) | Posizione |
| ----------------- | --------- |
| Francia           | 131       |